# Spitzke

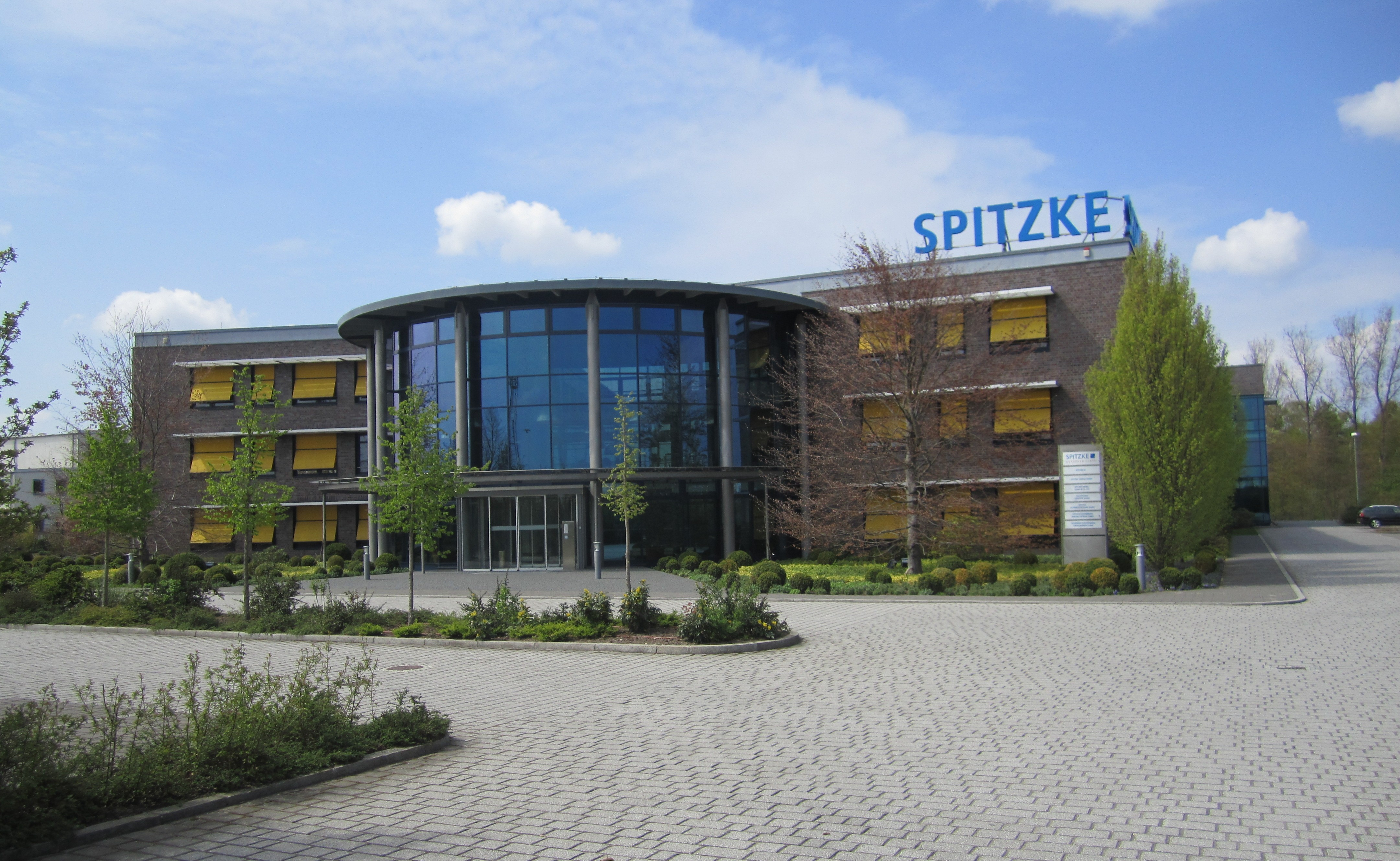
Firmenhauptsitz Großbeeren

Die Unternehmensgruppe Spitzke (Eigenschreibweise SPITZKE) ist ein deutsches Bahninfrastrukturunternehmen mit Sitz im GVZ Berlin Süd im brandenburgischen Großbeeren. Gegründet wurde es 1936 in Breslau und ist mit insgesamt ca. 2500 Mitarbeitenden in Deutschland sowie dem benachbarten europäischen Ausland und in der Türkei aktiv.

## Geschichte
Das Unternehmen wurde 1936 als Firma Alfred Spitzke Tiefbauunternehmen im schlesischen Breslau gegründet. 1946 erfolgte der Neuaufbau als Firma für Tief- und Eisenbahnbau in Berlin. 1970 firmierte das Unternehmen als Tief- und Eisenbahnbau GmbH.
1991 stieg der heutige Verwaltungsratsvorsitzende und CEO/CFO Waldemar Münich in die Alfred Spitzke Hoch-, Tief- und Eisenbahnbau GmbH ein. Zehn Jahre später (2001) wurde die Spitzke GmbH in die Spitzke AG umgewandelt. 2011 erfolgte die Umwandlung der AG in die Europäische Gesellschaft Spitzke SE. International ist das Unternehmen mit Eintritt in den niederländischen Markt seit 1991 vertreten. 2003 folgte der Markteintritt in Skandinavien, 2008 in der Türkei und 2017 auch in der Schweiz. Die Jahre von 1991 bis in die Gegenwart sind von einem starken Unternehmenswachstum geprägt. Das Unternehmen beteiligte sich an der ersten Korridorsanierung Riedbahn.

## Produkte und Dienstleistungen

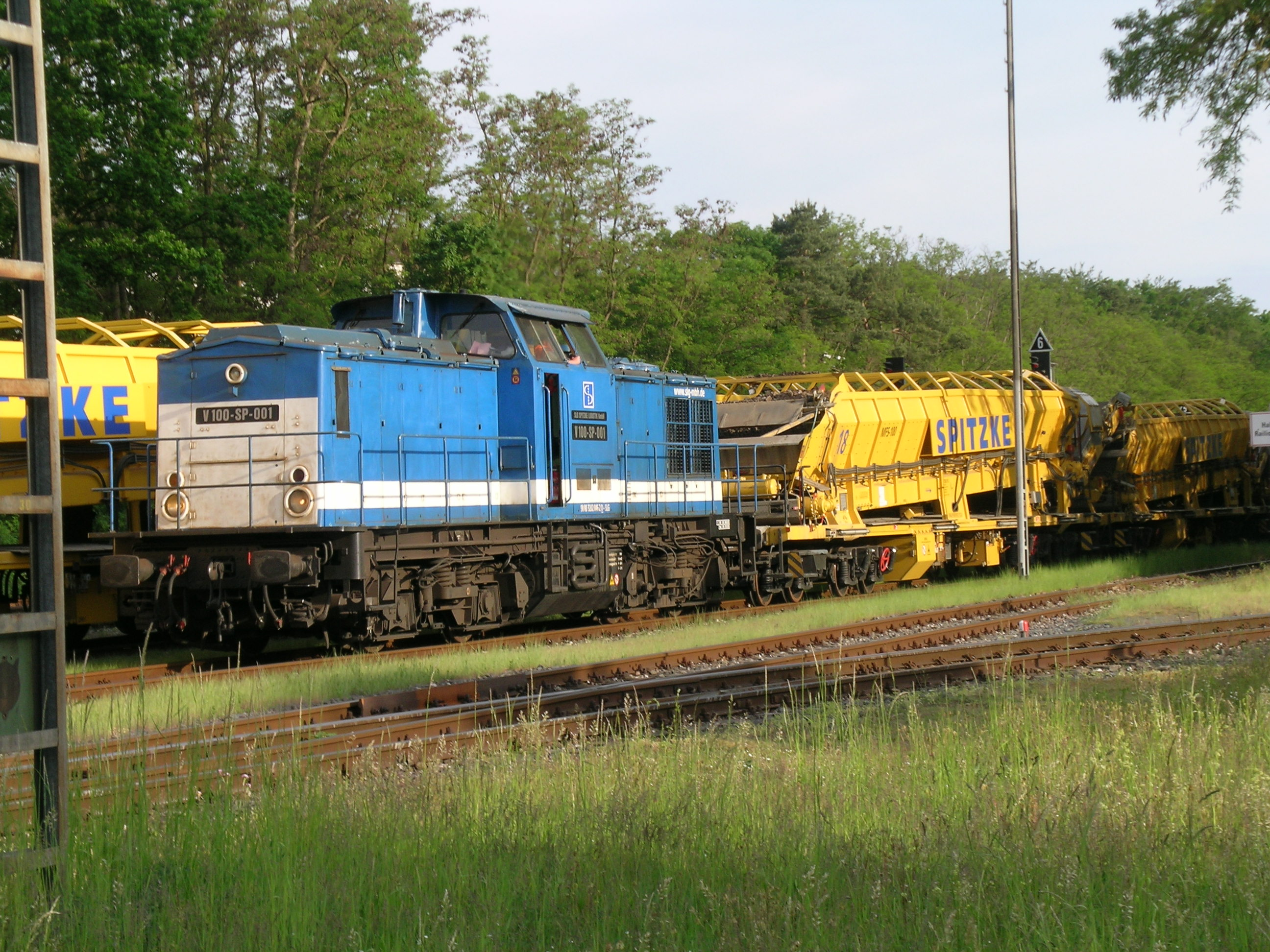
Spitzke-Lokomotive der Baureihe V 100 mit Material-Förder- und Siloeinheit MFS100

Die Dienstleistungen und Produkte von Spitzke lassen sich in mehrere Kategorien einteilen. Die Kernkompetenzen liegen in den Bereichen Fahrweg, Technik, Ausrüstung/Elektrotechnik, Großprojekte/Ingenieurbau, Logistik und Fertigung. Als Systemlieferant realisiert das Unternehmen den Neubau, die Revitalisierung und die Instandsetzung von Bahnanlagen aller Streckenklassen, Bahnhöfen und Eisenbahnbrücken. Zudem verfügt die Gruppe über eine eigene Fertigung für Gleis- und Weichenschwellen aus Spannbeton sowie von Schleuderbetonmasten, bahntypische Stahlmasten aller Art inkl. Zubehör und individuellen Stahlbau.

## Organisation
Die Spitzke SE ist in fünf regionale Kompetenzzentren untergliedert: Nord (Kaltenkirchen); West (Bochum); Süd (Buchloe); Ost (GVZ Berlin Süd) sowie Mitte (Erlensee). Die Unternehmensgruppe verfügt über 18 Standorte sowie acht Tochtergesellschaften in Deutschland und Europa. Neben Deutschland ist Spitzke auch in Norwegen, Dänemark, der Schweiz, den Niederlanden und der Türkei aktiv. Der Verwaltungsrat wird geführt von Waldemar Münich. Zu den geschäftsführenden Direktoren gehören Ralph Löffler, Waldemar Münich und Mark Fisher.